# Brenda Fricker
Brenda Fricker (Dublín, Irlanda; 17 de febrero de 1945) es una actriz irlandesa.
Comenzó su carrera en los escenarios irlandeses y más tarde se mudó a Londres. En la década de 1970 figuró en muchas producciones para televisión. Era sin embargo prácticamente desconocida para el público no británico hasta que obtuvo el Óscar a la mejor actriz de reparto por Mi pie izquierdo en 1989.
Fricker se casó con Barry Davies, del que enviudó en 1990, tras caer de las escaleras bajo la influencia del alcohol.

## Filmografía
| Año       | Película                          | Rol                      | Notas                                                                                   |
| --------- | --------------------------------- | ------------------------ | --------------------------------------------------------------------------------------- |
| 1964      | Of Human Bondage                  |                          | Sin acreditar                                                                           |
| 1969      | Sinful Davey                      |                          | Sin acreditar                                                                           |
| 1978-1979 | Quatermass                        | Alison Thorpe            | Serie de televisión                                                                     |
| 1979      | Bloody Kids                       | Enfermera                |                                                                                         |
| 1982      | The Ballroom of Romance           | Bridie                   |                                                                                         |
| 1985      | The Woman Who Married Clark Gable | Mary                     |                                                                                         |
| 1986-2010 | Casualty                          | Megan Roach              | Serie de televisión                                                                     |
| 1989      | Mi pie izquierdo                  | Sra. Brown               | Óscar a la mejor actriz de reparto Nominada - Globo de Oro a la mejor actriz de reparto |
| 1990      | The Field                         | Maggie McCabe            |                                                                                         |
| 1991      | Brides of Christ                  | Agnes                    |                                                                                         |
| 1992      | The Sound and the Silence         | Eliza                    | Serie de televisión                                                                     |
| 1992      | Utz                               | Marta                    |                                                                                         |
| 1992      | Seekers                           | Stella Hazard            | Serie de televisión                                                                     |
| 1992      | Home Alone 2: Lost in New York    | Mujer de las palomas     |                                                                                         |
| 1993      | So I Married an Axe Murderer      | May Mackenzie            |                                                                                         |
| 1993      | Deadly Advice                     | Iris Greenwood           |                                                                                         |
| 1994      | A Man of No Importance            | Lily Byrne               |                                                                                         |
| 1994      | Angels in the Outfield            | Maggie Nelson            |                                                                                         |
| 1995      | Journey                           | Lottie                   | Serie de televisión                                                                     |
| 1996      | Moll Flanders                     | Sra. Mazzawatti          |                                                                                         |
| 1996      | A Time to Kill                    | Ethel Twitty             |                                                                                         |
| 1996      | Swann                             | Rose Hindmarch           |                                                                                         |
| 1997      | Masterminds                       | Principal Claire Maloney |                                                                                         |
| 1998      | Painted Angels                    | Annie Ryan               |                                                                                         |
| 1998      | Resurrection Man                  | Dorcas Kelly             |                                                                                         |
| 1998      | Pete's Meteor                     | Lily                     |                                                                                         |
| 1999      | Resurrection                      | Madre de Clare           |                                                                                         |
| 1999      | Durango                           | Aunt Maeve               |                                                                                         |
| 2001      | The War Bride                     | Betty                    |                                                                                         |
| 2002      | The Intended                      | Mrs. Jones               |                                                                                         |
| 2003      | Conspiracy of Silence             | Annie McLaughlin         |                                                                                         |
| 2003      | Veronica Guerin                   | Bernie Guerin            |                                                                                         |
| 2004      | Trauma                            | Petra                    |                                                                                         |
| 2004      | Omagh                             | Nuala O'Loan             | Telefilme                                                                               |
| 2004      | Inside I'm Dancing                | Eileen                   |                                                                                         |
| 2004      | Razor Fish                        | Molly                    |                                                                                         |
| 2005      | Milk                              | Nan                      |                                                                                         |
| 2005      | Tara Road                         | Mona                     |                                                                                         |
| 2007      | How About You                     |                          |                                                                                         |
| 2007      | Closing the Ring                  | Abuela Reilly            |                                                                                         |
| 2008      | Stone of Destiny                  |                          |                                                                                         |
| 2008      | Crossmaglen                       | Aunt Kathleen            |                                                                                         |
| 2023      | The Miracle Club                  | Maureen                  |                                                                                         |

## Premios y nominaciones
Premios Óscar
| Año  | Categoría               | Película         | Resultado |
| ---- | ----------------------- | ---------------- | --------- |
| 1990 | Mejor actriz de reparto | Mi pie izquierdo | Ganadora  |